# Walter Johnson
Walter Perry Johnson (Humboldt, 6 novembre 1887 – Washington, 10 dicembre 1946) è stato un giocatore di baseball e allenatore di baseball statunitense.
Inserito nella Baseball Hall of Fame nel 1936, fu uno dei più grandi lanciatori di baseball dell'inizio del XX secolo. La sua carriera da giocatore, tutta nei Washington Senators, è stata costellata di record. Vinse per 3 volte la tripla corona dei lanciatori (1913, 1918 e 1924), unico lanciatore della American League ad aver ottenuto tale risultato tre volte, uguagliato solo da Pete Alexander e Sandy Koufax nella National League. Il 14 maggio 1920 ottenne la 300ª vittoria, entrando così a far parte del ristretto Club delle 300 vittorie.
Per 12 stagioni ha ottenuto almeno 20 vittorie all'anno; nel 1913 ne vinse addirittura 36. È il secondo lanciatore di tutti i tempi della Major League Baseball (MLB) per vittorie (416), dietro solo a Cy Young (511).. Detiene inoltre il record della MLB per il maggior numero di shutout (partite senza subire alcun punto), con 110. Dopo la carriera di giocatore, fu allenatore prima dei Washington Senators e poi dei Cleveland Indians. Nel 1999 Sporting News l'ha inserito al 4º posto nella classifica dei migliori cento giocatori di tutti i tempi.

## Biografia
Walter Johnson nacque come secondogenito di sei figli, da Frank Edwin Johnson (1861-1921) e Minnie Olive Perry (1867-1967) in fattoria rurale 4 miglia ad ovest di Humboldt, Kansas. Nel 1902 si trasferirono nella contea di Orange in California, insediandosi a Olinda, una piccola cittadina nata dal boom del petrolio situata a est di Brea (e oggi quartiere di essa). Da ragazzo passava il tempo giocando a baseball e andando a cavallo.
Frequentò la Fullerton Union High School di Fullerton, giocando nella squadra di baseball dell'istituto. Successivamente si trasferì in Idaho, dove trovò lavoro come impiegato di una compagnia telefonica e lanciatore per una squadra di Weiser, militante nell'Idaho State League. Johnson fu notato da un osservatore e firmò un contratto con i Washington Senators nel luglio 1907, all'età di 19 anni.

### Giocatore
Walter Johnson debuttò nella MLB il 2 agosto 1907, (in una partita di recupero dell'incontro del 13 giugno, sospesa per pioggia), all'American League Park II di Washington contro i Detroit Tigers. Come lanciatore partente in 8 inning concesse sei valide, un fuoricampo, una base su ball, due punti e mise a segno tre strikeout. Nel 1910 concluse la stagione per la prima volta come capoclassifica dell'American League in strikeout ottenuti. Nel 1912 invece chiuse la stagione per la prima volta con la migliore media PGL della lega. Nel 1913 venne nominato MVP, ottenne la tripla corona e chiuse la stagione al primo posto per numero di vittorie e media PGL.
Nel 1917, a Bridgeport, Connecticut una fabbrica di munizioni registrò la velocità della palla veloce di Johnson a 134 piedi al secondo, che equivale a 146 km/h (91 Mph), una velocità mai registrata a quei tempi, con la possibile eccezione (non dimostrabile) di Smoky Joe Wood. Il 1º luglio 1920, ottenne il suo primo e unico no-hitter, contro i Red Sox. Fu il primo no-hitter della storia della franchigia.
Nel 1924 alla sua 18ª stagione, dopo aver terminato la stagione regolare al primo posto per numero di vittorie e media PGL, Johnson partecipò alle prime World Series di carriera. Johnson perse la gara 1 e la gara 5 delle World Series 1924, ma venne ricordato per aver lanciato nei quattro inning come lanciatore di rilievo della decisiva gara 7 in cui entrarono i punti determinanti per la vittoria, che avvenne nel 12° inning. Al termine della competizione venne nominato nuovamente MVP, ottenne la sua terza tripla corona di carriera.
Washington ritornò alle World Series anche nel 1925, Johnson al contrario della stagione precedente vinse due incontri e poi subì una sconfitta nella gara 7. Il 15 ottobre 1927, Johnson richiese lo svincolamento dalla squadra, ritirandosi dall'attività agonistica.

### Allenatore

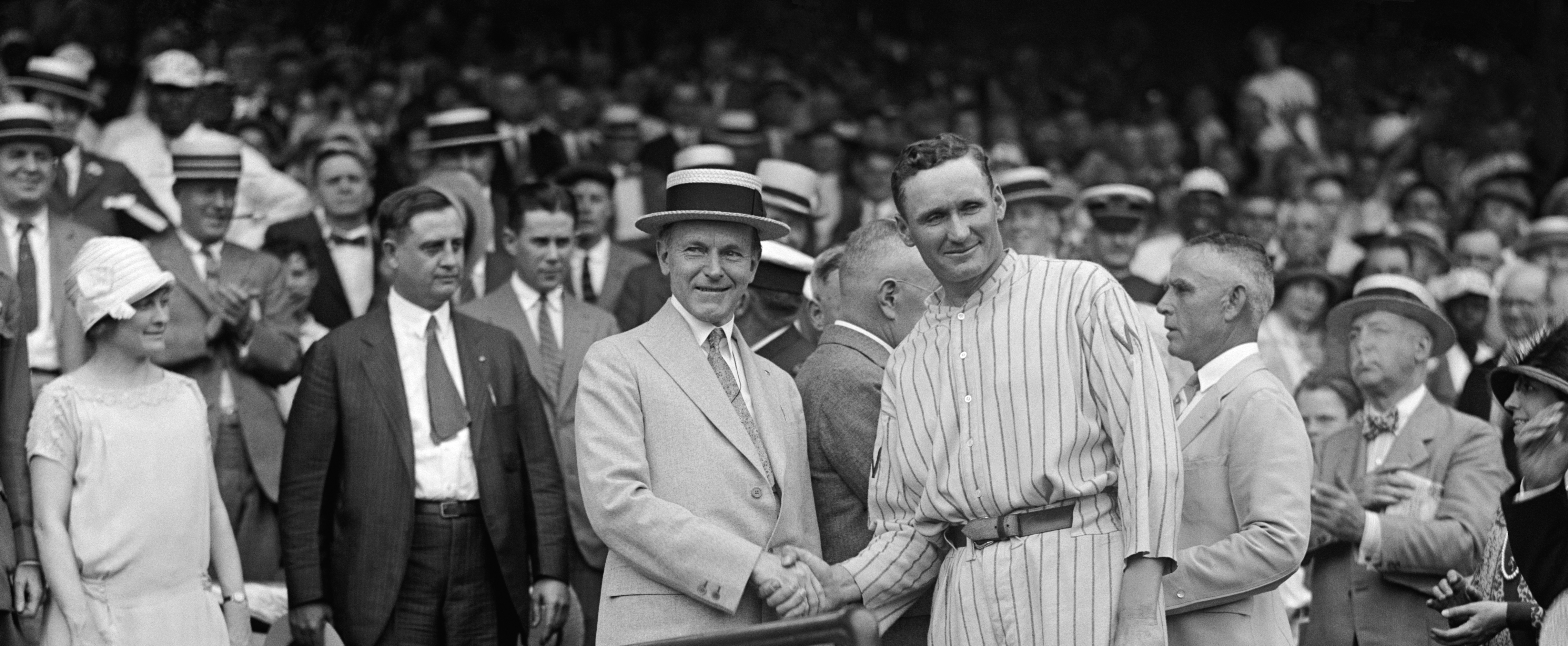
Johnson mentre stringe la mano al presidente degli stati uniti Calvin Coolidge nel 1925

Nel 1928, Johnson iniziò la carriera da allenatore nella minor league con i Newark Bears della Doppia-A. Nel 1929 venne ingaggiato come allenatore dei suoi Washington Senators nella MLB, incarico che ricoprì fino al 1932. Dal 1933 al 1935 fu l'allenatore dei Cleveland Indians.

### Hall of Fame
Nel 1936, Johnson fu uno dei primi cinque giocatori introdotti nella appena inaugurata Baseball Hall of Fame. I cinque giocatori: Walter Johnson, Ty Cobb, Christy Mathewson, Babe Ruth e Honus Wagner sono detti "i cinque immortali".

### Carriera politica
Dopo il ritiro dal baseball, Johnson si ritirò a Germantown, nel Maryland. Da tutta la vita Repubblicano, fu amico del presidente degli Stati Uniti Calvin Coolidge, e nel 1938 venne eletto commissario nella contea di Montgomery. Nel 1940 Johnson corse per un seggio al congresso nel sesto distretto del Maryland, ma venne sconfitto dal democratico William D. Byron, che ottenne 60,037 voti (53%), mentre i voti di Johnson si fermarono a 52,258 (47%).
Suo suocero fu il repubblicano Edwin E. Roberts, membro della Camera dei rappresentanti dal 1911 al 1919 e sindaco di Reno, Nevada, dal 1923 al 1933.

### Vita privata
Walter sposò Hazel Lee Roberts nel 1914 e assieme ebbero cinque figli. Hazel morì nell'agosto del 1930 per le complicazioni risultate da un colpo di calore subito durante una traversata in treno dal Kansas.
Walter Johnson morì il 10 dicembre 1946 a causa di un tumore al cervello, cinque settimane prima del suo 59º compleanno, venendo seppellito al Rockville Union Cemetery di Rockville, Maryland.

## Palmares

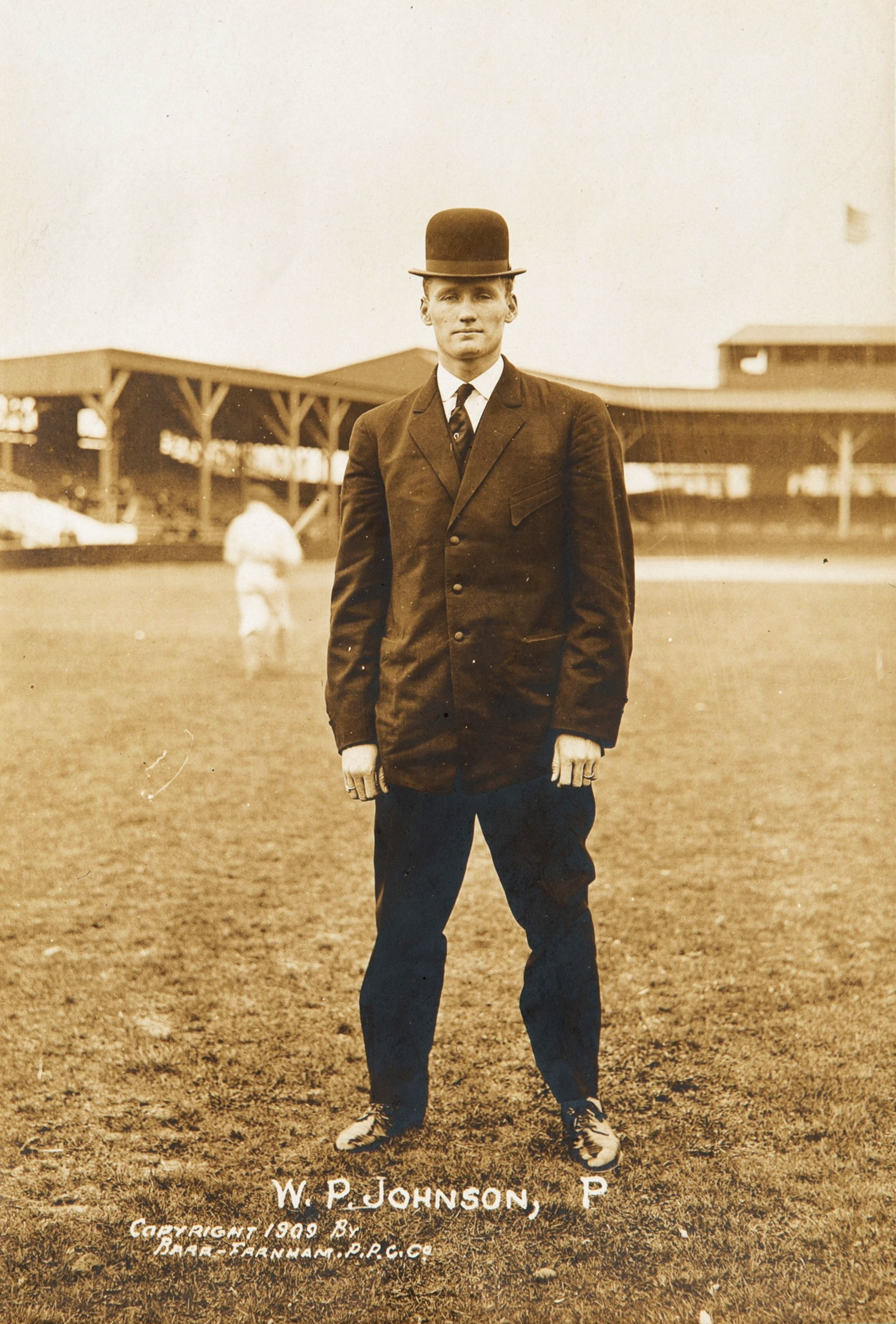
Walter Johnson in abiti civili nel 1909

### Club
- World Series: 1

Washington Senators: 1924

### Individuale
- MVP dell'American League: 2

1913, 1924
- Tripla corona: 3

1913, 1918, 1924
- Capoclassifica dell'AL in vittorie: 6

1913-1916, 1918, 1924
- Capoclassifica dell'AL in media PGL: 5

1912, 1913, 1918, 1919, 1924
- Capoclassifica dell'AL in strikeout: 12

1910, 1912-1919
- No-hitter: 1

1º luglio 1920
- Record della MLB per numero di shutout effettuati in carriera (110)
- Major League Baseball All-Century Team
- Major League Baseball All-Time Team
- Washington Nationals Ring of Honor